# بادال مورادیان
بادال مورادیان (Բադալ Հմայակի Մուրադյան؛ انگلیسی: Badal Muradyan زادهٔ ۸ ژانویهٔ ۱۹۱۵ - درگذشته ۳۰ سپتامبر ۱۹۹۱) یک دانشمند و سیاستمدار اهل ارمنستان شوروی بود؛ که در بین سال‌های ۱۹۶۶ تا ۱۹۷۲ سمت نخست‌وزیری این کشور را بر عهده داشت.

## زندگی‌نامه
در سال ۱۹۴۸ از دانشکده شیمی مؤسسه پلی تکنیک ایروان فارغ‌التحصیل شد، و سال ۱۹۵۱ در حزب کمونیست اتحادیه بلشویک‌ها پذیرفته شد.

## نگارخانه

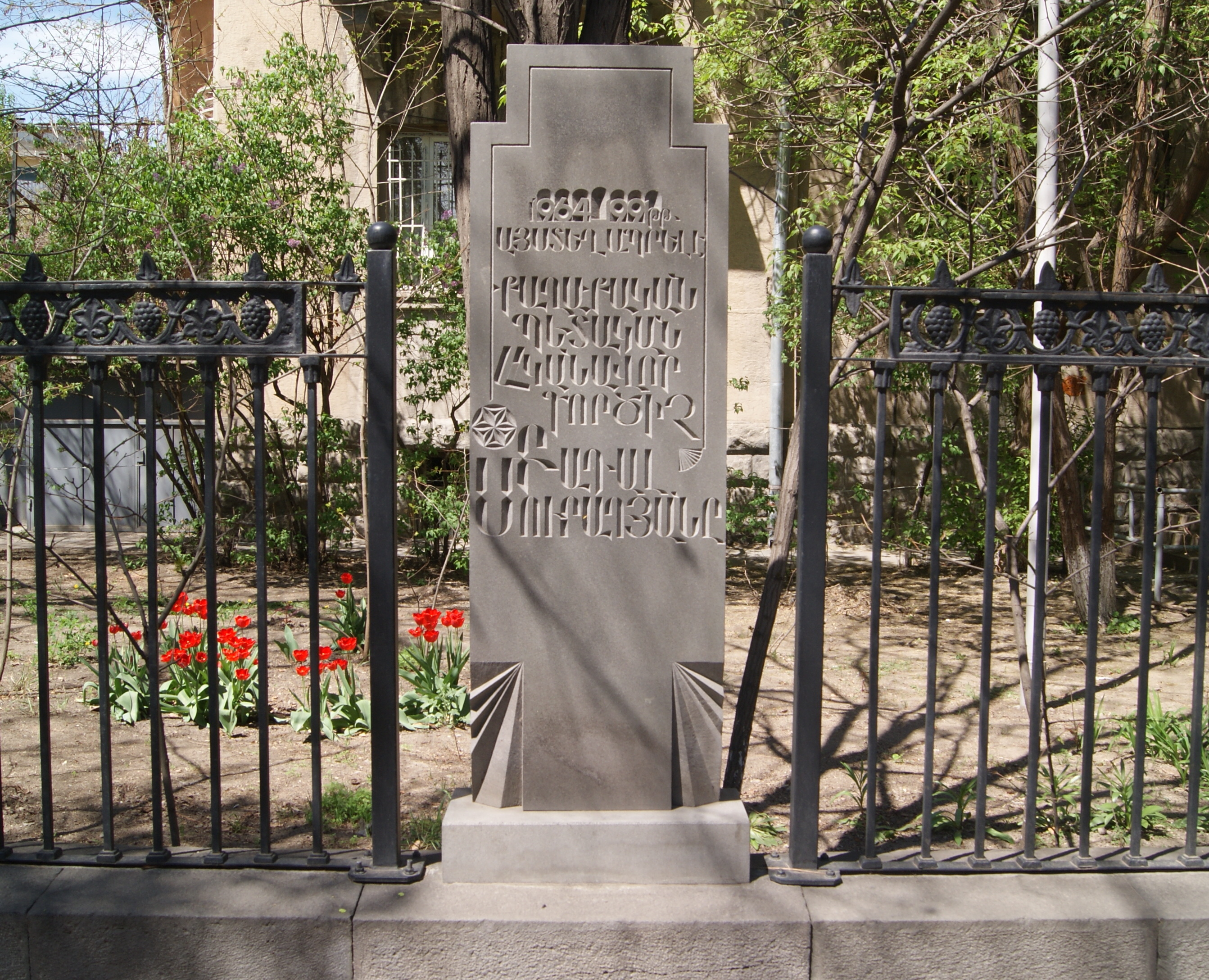
پلاک یادبود خیابان مُسکویان